# Кайё, Андре
Андре́ Поль Кайё (фр. André Paul Cailleux; 24 декабря 1907, Париж — 27 декабря 1986 Сен-Мор-де-Фоссе) — французский геолог и географ, пионер в области планетарной геологии. Публиковался под псевдонимом Кайё (Cailleux), но изначально под своим настоящим именем Кайё (Cayeux).

## Биография и научная деятельность

### Семья
Андре Кайё родился в Париже в канун Рождества, 24 декабря 1907 года, и прожил большую часть своей жизни в нескольких километрах от места своего рождения. Его отец был метеоролог Рене де Кайё де Сенарпон; мать, которой он был очень предан, звали Алин (урождённая Филипп).
4 августа 1931 года Андре женился на мадемуазель Анн де Лавенн де ла Монтуаз, от которой у него было двенадцать детей. Когда они подросли и им стали необходимы собственные транспортные средства, Андре заказал полдюжины «Де-Шево» (Ситроен) одновременно у изумленного автодилера. Свои автомобили дети часто парковали вокруг палисадника их просторного дома по адресу Авеню де Ла Тремуй, 9, в Сен-Мор-де-Фосс.

### Профессия
Кайё получил в Париже разностороннее образование в качестве естествоиспытателя. В 1931 году он получил степень лиценциата по физике, в 1932 году — по естественным наукам, в 1933 году — по литературе, а в 1936 году — степень агреже. В 1942 году он получил в Париже докторскую степень, защитив диссертацию на тему перигляциальных явлений в европейском четвертичном периоде. Сначала он преподавал в средних школах Варшавы, Бреста и в лицее Марселина-Бертело в Сен-Мор-де-Фоссе, а затем стал руководителем исследований в области физической географии на факультете литературы в Париже. Затем он стал доцентом Лаборатории геоморфологии Высшей практической школы высших исследований в Париже, а с 1958 года — профессором геологии (седиментологии) в Сорбонне и университете Лаваля в Квебеке, Канада. Он также преподавал в Шербруке, Квебек, Канада, и в Рио-де-Жанейро.
Кайё был специалистом по гляциоморфологии и геоморфологии, но также интересовался многими другими областями (включая биогеографию) и написал несколько научно-популярных книг, в частности в рамках цикла «Что я знаю?» («Que sais-je?»). Он был основателем ACDS (Ассоциации по научному творчеству и распространению), которая издавала журнал DIRE.
Учёный проводил полевые исследования в Антарктиде (в 1960/61 годах был представителем Франции в антарктических экспедициях США), Гренландии, Канаде, Исландии, Сахаре, Бразилии и Гайане. Андре Кайё говорил на семи языках (помимо французского на английском, немецком, русском, польском, испанском и итальянском). Он был членом комитета по «Международной четвертичной карте Европы» и президентом «Международной комиссии по перигляциальной морфологии».
Совместно с французским геоморфологом Жаном Трикаром являлся основателем Revue de géomorphologie dynamique и соредактором журнала по геоморфологии Cahiers géologiques, а с 1963 по 1971 год — Annales de Géographie.

## Публикации

### На французском
- Détermination pratique des roches, (with A. Chavan) Centre Documentation Universitaire, 1952, 2 volumes.
- Les Roches, Paris: Presses Universitaires de France, 1952.
- La Glace et les glaciers, (with V. Romanovsky) Paris: Presses Universitaires de France. 1953.
- Biogéographie mondiale, Paris: Presses Universitaires de France, 1953.
- Cryopédologie, Paris: Hermann, 1954
- La Géologie, Paris: Presses Universitaires de France, 1956.
- Détermination pratique des minéraux, (with A. Chavan) Paris: Sedes, 1957.
- Détermination pratique des fossiles, (with A. Chavan) Paris: Masson, 1957.
- L’Antarctique, Paris: Presses Universitaires de France, 1967.
- Histoire de la Géologie, Paris: Presses Universitaires de France, 1968
- L’Anatomie de la Terre, Paris: Hachette, 1968.

### В переводе на английский
- Anatomy of the Earth, New York, McGraw-Hill Book Company, 1968. Translated by J. Moody Stuart. ISBN 0-07-016223-9.
- Three Billion Years of Life, Stein and Day, New York, 1968. Translated by Joyce E Clemow. ISBN 0-8128-1349-9.
- Introduction to climatic geomorphology, Longman, 1972. Translated by Conrad J.Kriewiet de Jonge.[7]

## Награды и память

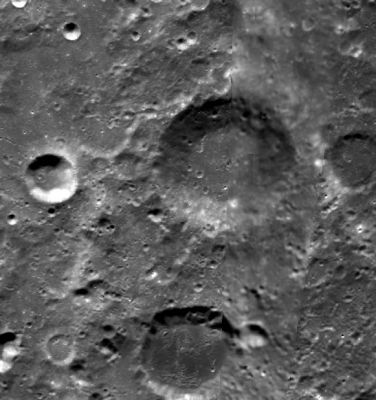
Ударный кратер Кайё на обратной стороне Луне

- Кайё был удостоен Военного креста Франции (1940), стал кавалером ордена Почетного легиона (1952) и получил французскую медаль благодарности (1953).
- В 1972 году он был удостоен медали Альбрехта Пенка.
- Состоял членом Леопольдины (с 1973 года)[8], Баварской и Гёттингенской академий наук и Брауншвейгского научного общества (член-корреспондент с 1955 года[9]).
- В 1961 году он получил почетную докторскую степень Польского университета в Лодзи.
- Квебекское общество изучения четвертичного периода (Association Québécoise pour l’étude du Quaternaire) вручает в его честь «Медаль Кайё»[10].
- В его честь назван кратер Кайё на Луне диаметром 50 километров (60° 48′ 0″ ю. ш.; 153° 18′ 0″ в. д.).